# 严复墓
严复墓，位于中国福建省福州市仓山区盖山镇阳岐村。1985年10月11日公布为第二批福建省文物保护单位。2006年5月25日公布为第六批全国重点文物保护单位。